# Dwayne Davis
Dwayne Davis, (nacido el 27 de noviembre de 1989 en Filadelfia) es un jugador de baloncesto estadounidense. Con 1,96 metros de estatura, su puesto natural en la cancha es el de alero aunque puede jugar de base y escolta. Actualmente juega en la plantilla de Trotamundos de Carabobo de la Superliga Profesional de Baloncesto.

## Trayectoria deportiva

### Universidad
Su llegada al baloncesto no fue fácil. Desde muy pequeño (13 años) su madre murió y tuvo que ponerse a trabajar para sacar a sus hermanos pequeños adelante. No ha llevado una trayectoria común en el paso a la élite. Comenzó jugando en Morehead State, colegio de Philadephia, hasta que apareció un entrenador que le cambió la vida, Larry Tyndall. Fue el que verdaderamente apostó por él en su etapa juvenil, y le dio la oportunidad de jugar en la NCAA vistiendo la camiseta de la Universidad de Southern Miss.
Davis logró convertirse en el primer individuo de su familia en acabar el instituto, lo que le permitió hacerse un nombre en el baloncesto de Pennsylvania en Strawberry Mansion High School, destacar en la NJCAA enrolado en Midland College, superar un año en blanco por problemas académicos hasta llegar a la NCAA en 2012 enrolado en la Universidad de Southern Miss.
En temporada 2012/13 disputó la Liga Universitaria de Estados Unidos (NCAA), en la que ha promediado 16 puntos, 4,5 rebotes y 2,6 asistencias por encuentro en los 34 partidos que disputó con el equipo Southern Miss Golden Eagles. Tiene un porcentaje de acierto de 53,2% en tiros de dos y un 41,3% en tiros de tres.

### Profesional
Para la temporada 2013-14 ficha por el UCAM Murcia. Para la temporada 2014-15 firma con el Koroivos Amaliadas BC de la A1 Ethniki.
En 2017 firma contrato con Instituto de Córdoba de la Liga Nacional de Básquet de Argentina. Una vez concluida la temporada, en agosto de 2018, fichó para jugar por un mes con los Vaqueros de Bayamón del Baloncesto Superior Nacional de Puerto Rico.
En 2018 llega a Uruguay para jugar en el Club Atlético Aguada de la LUB, pero no puede finalizar el campeonato debido a una lesión de tobillo y rodilla.
En agosto de 2021, firma por el Janus Basket Fabriano de la Serie B del baloncesto italiano.
En diciembre de 2021, vuelve a Uruguay y firma por Trouville de la LUB.
En el 2022 llega como importado a la plantilla de Trotamundos de Carabobo y queda campeón de la Superliga Profesional de Baloncesto en Venezuela.